# Nazionale maschile di hockey su prato della Cina
La nazionale di hockey su prato della Cina (中国国家曲棍球队) è la squadra di hockey su prato rappresentativa della Cina ed è posta sotto la giurisdizione della Chinese Field Hockey Association.

## Partecipazioni

### Mondiali
- 1971 – non partecipa
- 1973 – non partecipa
- 1975 – non partecipa
- 1978 – non partecipa
- 1982 – non partecipa
- 1986 – non partecipa
- 1990 – non partecipa
- 1994 – non partecipa
- 1998 – non partecipa
- 2002 – non partecipa
- 2006 – non partecipa
- 2010 – non partecipa
- 2014 – non partecipa
- 2018 – 10º posto

### Olimpiadi
- 1908–2004 – non partecipa
- 2008 – 11º posto

### Champions Trophy
- 1978–1989 - ?
- 1990-2008 – non partecipa

### Hockey Asia Cup
- 1982 - 3º posto
- 1985 - ?
- 1989 - ?
- 1994 - ?
- 1999 - ?
- 2003 - ?
- 2007 - Primo turno